# Vol'ne miesto v srdci
Vol'ne miesto v srdci je šesta snimljena ploča Marike Gombitove, 1986. godine izdan u Slovačkoj. Ploča sadrži 12 pjesama te dvije bonus pjesme : "Novembrové chryznatémy" i "Čas zelenych zrdadíél". Tekst istoimene ploče pjesme napisao je Kamil Peteraj,te za audio i muziku zaslužni su: Štefan Hegedüš (gitara), Juraj Varsanyi (akustična gitara), Marian Jaslovský (drumovi) te za saksofon Ivan Jombík.